# Onésimo Silveira
Onésimo Silveira (Mindelo, 10 febbraio 1935 – 29 aprile 2021) è stato uno scrittore, politico e diplomatico capoverdiano.

## Biografia
Nato nel 1935 a Mindelo, si spostò in Svezia negli anni '60 dopo aver trascorso un breve periodo in Cina. Si laureò in Scienze Politiche all'Università di Uppsala, dove conseguì anche il dottorato nel 1976. In quello stesso anno iniziò a lavorare nella sede dell'ONU a New York. In seguito entrò in politica iscrivendosi  al PAIGC.
Nel 2002 divenne ambasciatore capoverdiano in Portogallo. Nel 2006 venne eletto in Parlamento.
Silveira è morto il 29 aprile 2021 all'età di 86 anni dopo una lunga malattia. 